# Billy Idol

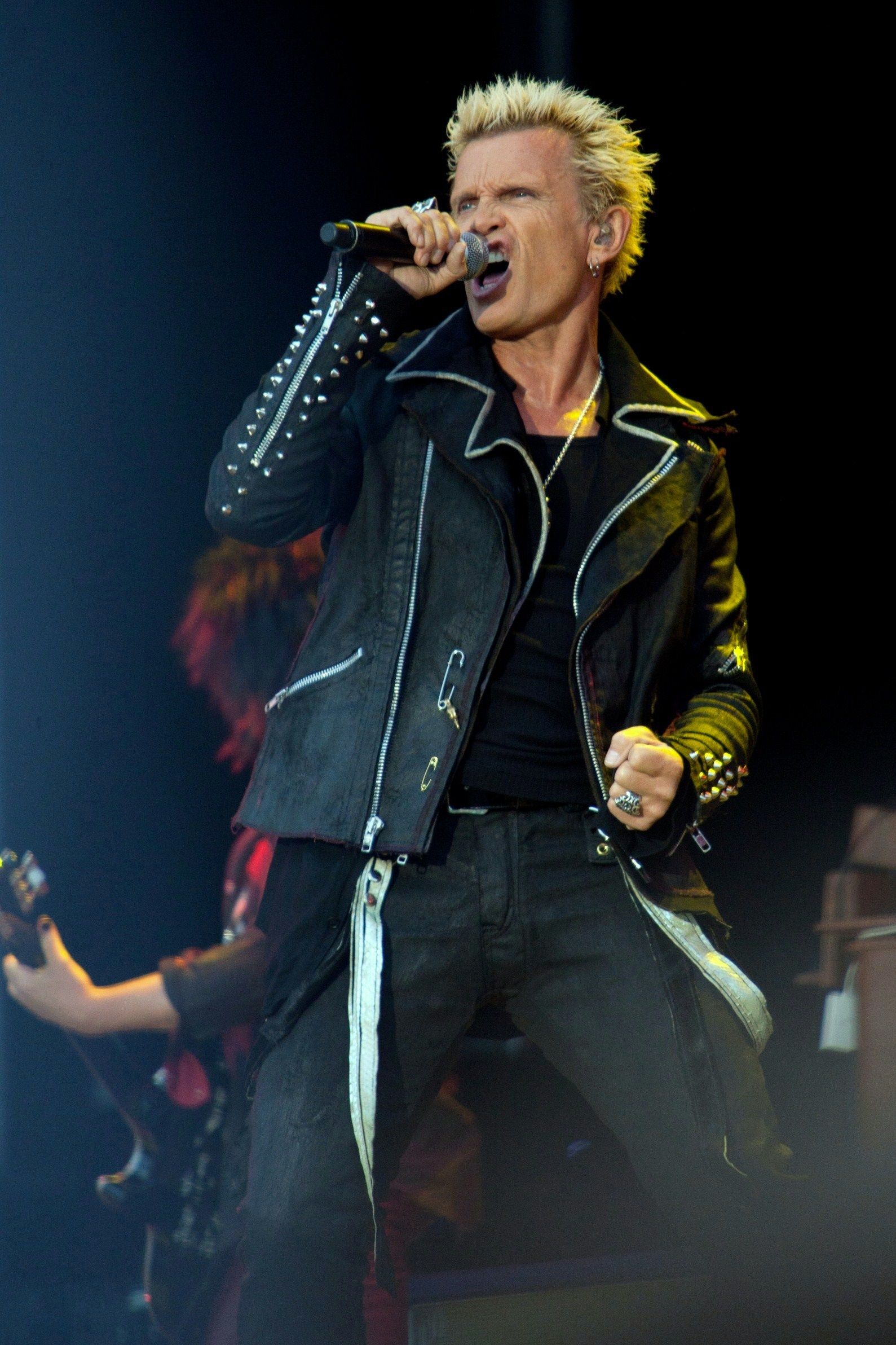
Billy Idol 2012

Billy Idol, egentligen William Michael Albert Broad, född 30 november 1955 i Stanmore i Harrow i nordvästra London, är en brittisk sångare, musiker och låtskrivare främst inom punk, poprock och rock and roll. Han startade sin karriär i England men flyttade och är i dag bosatt i Los Angeles.
Han fick sitt genombrott som sångare i gruppen Generation X men skördade sina största framgångar som soloartist. Hans solokarriär sammanföll med musikvideo och TV-kanalen MTV:s enorma popularitet under 1980- och 1990-talet och han blev en av de första och största MTV-stjärnorna med musikvideohits som "Dancing With Myself", "White Wedding", "Rebel Yell" och "Eyes Without A Face" och många fler. Hans musik kännetecknas av rak och rå rock med tydliga influenser från rockabillyartister som Eddie Cochran.

## Biografi
Under en period 1976 när Billy Idol fortfarande bodde i England var han gitarrist i punkrock-, postpunkbandet Siouxsie and the Banshees, innan de antog det bandnamnet. 1977 började Idol istället spela gitarr i punkbandet Chelsea. Tillsammans med Tony James och John Towe lämnade han dock även det bandet för att satsa på det egna punkbandet Generation X, där han bytte från att vara gitarrist till att fronta bandet som sångare.
Som soloartist har Billy Idols album fram till 2020 certifierats med två guldskivor, fyra platina och en dubbelplatina i USA. År 1999 återvände hans ursprungliga gitarrist Steve Stevens som lämnat Billys kompband 1986.  Under perioden 1993 och 1999 gjorde Billy flera mindre klubbspelningar och även en del välgörenhetsspelningar, främst hemma i Los Angeles. 1999 började han återigen att genomföra större turnéer, nu med en ny banduppsättning. År 2005 släpptes albumet Devil's Playground. År 2010 tillkom Billy Morrison som bakgrundsgitarrist i bandet, innan dess har Billy Idol alltid bara haft en gitarrist. Den 7 oktober 2014 släpptes självbiografin Dancing with Myself, vilket sammanföll med releasen av albumet Kings & Queens of the Underground som släpptes den 21 oktober 2014. Billy Idols självbiografi blev en New York Time-bestseller och är helt själv skriven av honom.
Billy Idol har varit bosatt på flera ställen i både England och USA, men bor sedan många år i Beverly Hills i Los Angeles. I juni 1988 fick han sonen Willem Wolf Broad med sin dåvarande flickvän Perri Lister, som han träffade i slutet av 1970-talet och som han var tillsammans med 1980–1989. Billy Idol har även dottern Bonnie Blue Broad, född i augusti 1989, tillsammans med Linda Mathis.
Billy Idol var med och sjöng i låten "Night Crawling" av Miley Cyrus på hennes album Plastic Hearts som släpptes den 27 november 2020. De gjorde också en turné ihop strax efter albumet hade släppts.
Den 12 augusti 2021 blev Billy Idols musikvideo "Bitter Taste", redigerad av Stephen Sebring, uppladdad på hans officiella YouTube. Billy Idol släppte den 17 september hans nya EP The Roadside.. Billy Idol släppte ännu en EP den 23 september 2022, The Cage., varav det gjordes musikvideos åt låtarna "Cage" och "Running From The Ghost".

## Liveband

### Billy Idols liveband
Nuvarande medlemmar
- Billy Idol – sång (1981 –)

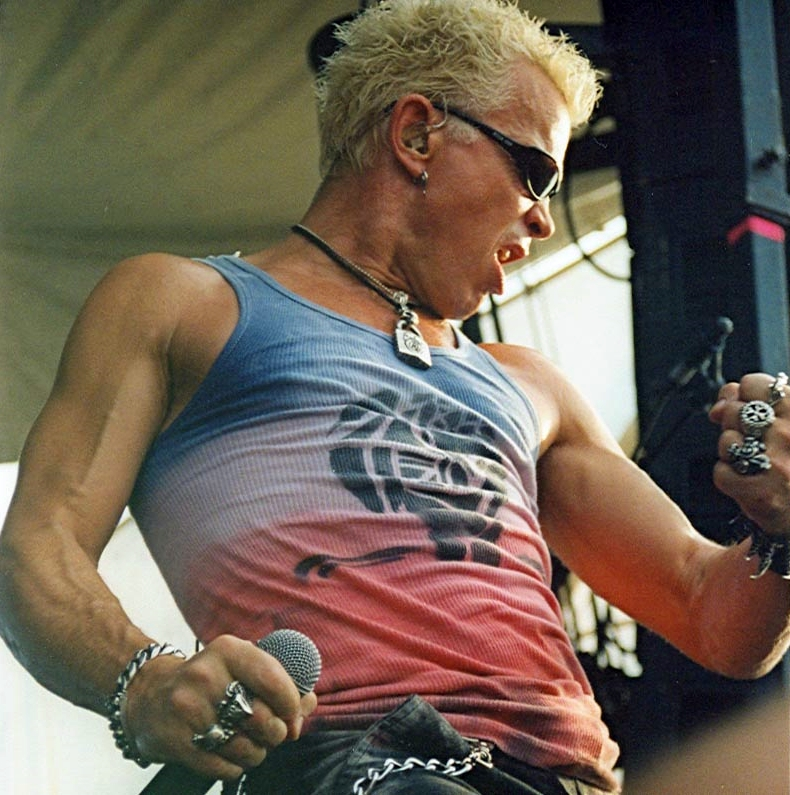
Billy Idol 2006

- Steve Stevens – sologitarr, keyboard, bakgrundssång (1981–1987, 1993, 1995, 1999– )
- Stephen McGrath – basgitarr, bakgrundssång (2001– )
- Billy Morrison – rytmgitarr, sologitarr, bakgrundssång (2010– )
- Erik Eldenius – trummor (2012– )
- Paul Trudeau – keyboard, rytmgitarr, bakgrundssång (2014– )

Tidigare medlemmar
- Phil Feit – basgitarr (1981–1983)
- Steve Missal – trummor (1981)
- Gregg Gerson – trummor (1981–1983)
- Judi Dozier – keyboard (1982–1985)
- Steve Webster – basgitarr (1983–1985)
- Thommy Price – trummor (1983–1988)
- Kenny Aaronson – basgitarr (1986–1988)
- Susie Davis – keyboard, bakgrundssång (1986–1988)
- Mark Younger-Smith – sologitarr, rytmgitarr (1987–1993)
- Phil Soussan – basgitarr (1988–1990)
- Zane Fix – basgitarr (1980-talet)
- Larry Seymour – basgitarr (1990–1996)
- Tal Bergman – trummor (1990–1993, 2000)
- Bonnie Hayes – keyboard, bakgrundssång (1990–1991)
- Jennifer Blakeman – keyboard (1993)
- Julie Greaux – keyboards (1993)
- Danny Sadownik – trummor (1993)
- Mark Schulman – trummor (1993–2001)
- Sasha Krivtsov – basgitarr (2000)
- Brian Tichy – trummor (2001–2009)
- Jeremy Colson – trummor (2010–2012)
- Derek Sherinian – keyboard (2002–2014)

## Diskografi

### Som soloartist
- 1981 – Don't Stop (EP)
- 1982 – Billy Idol
- 1983 – Rebel Yell
- 1985 – Vital Idol (Storbritannien)
- 1986 – Whiplash Smile
- 1987 – Vital Idol
- 1988 – Idol Songs: 11 Of The Best
- 1990 – Charmed Life
- 1993 – Cyberpunk
- 2001 – Greatest Hits
- 2002 – VH1's Storytellers (Akustiskt live, CD/DVD)
- 2005 – Devil's Playground
- 2006 – Happy Holidays
- 2008 – The Very Best of Billy Idol: Idolize Yourself (CD/DVD, samling med 16 hit låtar inklusive 2 nya låtar. Innehåller också Billy Idols 13 största musikvideor på DVD)
- 2009 – In Super Overdrive Live (DVD/Blu-ray)
- 2011 – No Religion Live (DVD, livespelning från 1993)
- 2013 – Icon
- 2014 – Kings & Queens of the Underground
- 2016 – BFI LIVE!
- 2018 – Vital Idol: Revitalized (Remake remix album, med bland annat Moby)
- 2021 – The Roadside
- 2021 – Happy Holidays (uppdaterad version av gamla albumet från 2006 med några nya låtar, omgjort instrumentalt och röst)
- 2022 – The Cage
- 2023 – State Line: Live At The Hoover Dam
- 2025 – Dream Into It

### Studioalbum med Generation X
- 1978 – Generation X
- 1979 – Valley of the Dolls
- 1979 – Sweet Revenge (Inte släppt till allmänheten förrän 1998)
- 1981 – Kiss Me Deadly

### Livealbum med Generation X
- 2002 – Live at the Paris Theatre '78 & '81
- 2003 – Live at Sheffield
- 2005 – Live

### Singlar med Generation X
Topp 100 på UK Singles Chart
- 1977 – "Your Generation / Day by Day" (#36)
- 1978 – "Ready Steady Go / No No No" (#47)
- 1978 – "King Rocker / Gimme Some Truth" (#11)
- 1979 – "Valley of the Dolls / Shakin' All Over" (#23)
- 1979 – "Friday's Angels / Trying for Kicks / This Heat" (#62)
- 1980 – "Dancing with Myself / Ugly Rash" (som "Gen X") (#62)